# کالگی (استونی)
کالگی (به لاتین: Kalgi) یک منطقهٔ مسکونی در استونی است که در دهستان پوهالپا واقع شده‌است.